# The 21 - A Journey into the Land of Coptic Martyrs
The 21 - A Journey to the Land of Coptic Martyrs là một cuốn sách phi hư cấu của Martin Mosebach. Cuốn sách đã xem xét cuộc sống của 21 cảnh sát đã bị ISIS bắt cóc và chặt đầu vào năm 2015 khi họ đang làm việc ở Libya. Mosebach đã viết về cách ông đến thăm khu vực ở Ai Cập nơi những người đàn ông này sinh sống và thấy mình được chào đón vào những ngôi nhà đơn sơ bởi những người giờ đây tự hào có một liệt sĩ trong gia đình.
Cuốn sách được xuất bản bởi Plough Publishing. Cuốn sách mô tả cuộc sống của những người đàn ông, văn hóa của họ như một tôn giáo thiểu số ở Trung Đông, và khám phá đức tin Coptic.
Nó đã xuất hiện tại một số sự kiện ra mắt ở New York, Washington D.C. và London.